# Johann Hemeling (Bürgermeister)
Johann Hemeling (* um 1358; † 27. März 1428) war von 1405 bis 1410 Bürgermeister von Bremen.

## Biografie
Hemeling stammte aus einer der führenden Familien Bremens, die seit Ende des 13. Jahrhunderts in der Stadt vertreten war. Er wurde 1382 in den Bremer Rat gewählt und war von 1405 bis 1410 Bürgermeister. Von 1390 bis 1421/22 war er Bauherr (Domstruktura) des Domes.
Hemeling war Angehöriger der aus den innerstädtischen Konflikten hervorgegangenen alten Schicht des Rats, die unter Führung seines Vaters Nikolaus Hemeling den Sieg über externe Gegner, aber auch die inneren Gegner davongetragen hatte. Zu letzteren zählten die Parteigänger des Erzbischofs und seiner Verbündeten, aber auch handwerklich-zünftische Gruppen, die die alten Familien zeitweilig entmachtet hatten. 
Hemeling, vor allem aber sein Amtskollege Friedrich Wigger sowie Hinrich von der Trupe nutzten als erste das Bildprogramm der öffentlichen Bauwerke, insbesondere des 1405 bis 1410 errichteten Bremer Rathauses, um diesem Sieg Ausdruck zu verleihen. Dazu ließen sie das neue Rathaus so gestalten, dass die Freiheit der Stadt gegenüber dem Erzbischof, die Ranggleicheit – und als Fernziel möglicherweise die Reichsunmittelbarkeit – sowie die dauerhafte patrizische Herrschaft der ratsfähigen Familien zum Ausdruck kamen. Darüber hinaus griff er möglicherweise in die Geschichtsschreibung ein, indem er entsprechende Passagen in der Chronik von Rinesberch und Schene sowie kaiserliche Urkunden fälschte.
Ebenso wurde 1404 der Roland vor dem Rathaus auf seine Initiative hin errichtet. 1407 wurden an der Marktseite Skulpturen angebracht, die auch nach dem Umbau im frühen 17. Jahrhundert übernommen wurden und die bis heute das Gebäude zieren. Acht der insgesamt 16 Skulpturen stellen den Kaiser und die sieben Kurfürsten dar. An den Schmalseiten befinden sich die acht sogenannten Propheten. Letztere symbolisieren das gerechte Ratsregiment nach innen, erstere das Verhältnis zum Reich. Zwar erhob die Stadt damit noch nicht den Anspruch auf Reichsunmittelbarkeit, drückte jedoch aus, dass die erzbischöfliche Gewalt nicht mehr die vorherrschende war. Dazu passte auch die Symbolik am Roland, der das kaiserliche Wappen im Schild trug. Gleichzeitig beanspruchte die Stadt Kaiserfreiheit, was als Abgabenfreiheit gegenüber dem Kaiser gedeutet wurde. Hemeling selbst lieferte, neben den Ratsherren und Bürgermeistern Friedrich Wigger, Detward und Bernd Prindeney, Arnd Boller, Johann Vasmer und Gerd von Dettenhusen, Bauholz, das sie aus eigenen Wäldern beitrugen, die sie im Bremer Umland besaßen.
Als Bauherr des Domes wirkte Hemeling an verschiedenen Renovierungen mit und sorgte dafür, dass in dem von ihm angelegten Merkbuch der Domstruktura die Entwicklungen dokumentiert wurden. Johann Hemeling veranlasste den Bau eines großen Wasserrades an der Weserbrücke.
Darüber hinaus versuchte der Bürgermeister möglicherweise die Geschichtsschreibung zu beeinflussen. Hermann Meinert, der die Chronik von Romesberch, Schene und Hemeling edierte, schrieb 1968 sogar alle Fälschungen dem Bürgermeister zu. Demnach entstand das Ratsdenkelbuch – eine Aufzeichnung wichtiger Urkunden und Ereignisse –  auf seine Initiative. Er bzw. sein Schreiber setzten die Bearbeitung der Bremer Chronik von Gerd Rinesberch († 1406) und Herbord Schene († 1414) bis 1430 fort, jedoch in einer tendenziösen Bearbeitung, wie auch Dieter Hägermann meinte. Hemeling war es, der später diese Chronik als Basis des Anspruchs auf die Reichsfreiheit von Bremen überarbeitete und zugleich um 1420 drei Urkunden Kaiser Heinrichs V., Wilhelms von Holland und Wenzels erfand und einfügte, die kaiserliche Privilegien für Bremen beweisen sollten. Die Urkunde Heinrichs V. von 1111 zu fälschen war nicht möglich, da im Archiv der Stadt keine Urkunde und damit kein Siegel des Kaisers vorlag. Daher wurde die angebliche Urkunde einfach in ein Falsifikat Wilhelms von Holland von 1252 eingefügt. Beide Fälschungen sind wiederum in einer gefälschten Urkunde König Wenzels enthalten. Hersteller der Fälschungen war möglicherweise der Pronotar und Schreiber des Rates Reyner Salun. Kern der Fälschungen ist danach die besagte Urkunde Heinrichs V. von 1111, mit der er der Stadt Bremen und seinen Ratsherren Vorrechte eingeräumt haben soll, abgesichert durch eine Verfälschung der Historiographie. Die angestrebten Vorrechte betrafen das Recht zur Sicherung der Unterweser, zum Tragen von goldenem und buntem Pelzwerk, wie es nur Ritter durften, für die Ausgestaltung des Rolands und die Befreiung von den Regeln der westfälischen Femegerichte. Die in anderer Form von Hemeling angestrebte „Kaiserfreiheit“ erlangte Bremen jedoch erst 1646 mit dem Linzer Diplom. Dieser Einordnung widersprach Liselotte Klink 1988, Dieter Pötschke hält zudem die Erwähnung des Rolands in einer gefälschten Urkunde von 1111, was wohl unstreitig ist, zudem aber auch die Erwähnung von 1366 für eine Fälschung. Pötschke macht dies anhand von Vergleichen mit dem 1342 erstmals erwähnten Hamburger Roland wahrscheinlich. Dieser wurde allein 42 mal in Quellen erwähnt, der Bremer Roland hingegen nur in zwei gefälschten Urkunden und in der fälschungsverdächtigen Chronik von Rinesberch und Schene bzw. Hemeling. Damit ist der von etwa 1420 stammende Schild am Roland die älteste Quelle, die einen Zusammenhang zwischen Stadtfreiheit und Roland herstellt.
Hemeling besaß, wie viele Bürger Bremens, umfangreiche Landrechte im Umland der Stadt. Die historische Zentralitätsforschung konnte dabei ab den 1980er Jahren zeigen, dass die Stadt keineswegs als bloßer Rechtsraum, umgeben von einer Stadtmauer, scharf vom Umland abgegrenzt, betrachtet werden kann. Schon vor Hemelings Zeit gab es vor allem ostwärts der Stadt, um das Paulskloster, eine Höker- und Handwerkersiedlung, die als kleine Stadt („parva civitas“) bezeichnet wurde. Diese wird heute als Teil der Stadtmark gedeutet, also als des unmittelbar um die Stadt liegenden Gebiets. Erst dahinter erstreckte sich das Umland, der politisch und wirtschaftlich abhängige Raum um die Stadt. Das noch weiter entfernte Hinterland gehörte zwar politisch nicht mehr zur Stadt, war jedoch in das Wirtschaftssystem stark eingebunden. Im Paulskloster nahm der Erzbischof, wenn er Bremen besuchen wollte, schon Ende des 13. Jahrhunderts Residenz. Die dortige Hauptstraße, die Bremen mit dem Heerweg verband, der nach Verden führte, war befestigt, daher heißt sie Stenstrate. Ein weiteres Dorf – mit Namen Jericho – bestand um das St.-Remberti-Stift, das spätestens seit 1306 bestand. Es handelte sich um ein Leprosorium. Westlich davon lag ein weiteres Dorf mit der Stiftskirche St. Michaelis als Mittelpunkt, des Weiteren das bereits 1072 erwähnte Utbremen, wo gleichfalls zahlreiche Bürger Bremens Land besaßen. Westlich von St. Stephani, das 1307 in die Stadtmauer mit einbezogen worden war, entstand Tevekenbuttel.
Hemeling besaß nicht nur hier, sondern ab 1413 auch in Berne Land, das er Graf Otto von Delmenhorst und seinem Sohn Klaus in diesem Jahr für 100 rheinische Gulden abgekauft hatte. Für weitere 90 Bremer Mark verpfändete Klaus 1418 seine verbliebenen Rechte an den ehemaligen Bürgermeister, dazu alle Renten, Zinsen und Dienste. Hemeling besaß ausgedehnten Landbesitz in Blockland, Redingstede, Hasenbüren, Huchting und Grolland, genauso wie in Stuhr und Schlutter bei Delmenhorst. 1426 verpfändete ihm Erzbischof Nikolaus Kirchengut in Schlutter sowie den Zehnt im Dorf Ranzenbüttel, das heute zu Berne gehört. Diese Güter musste er nie herausgeben, und seine Kinder und Enkel verkauften sie Jahrzehnte später.
Die Amtszeit Hemelings ist mit dem Aufstieg Bremens zu einer reichsunmittelbaren Stadt verbunden, in dessen Verlauf sie sich von der Oberhoheit des Erzbischofs von Bremen zu lösen und ein eigenes Territorium zu entwickeln vermochte. 